# Roncadello (Forlì)
Roncadello è una frazione del comune di Forlì. Si sviluppa sull'argine sinistro del canale di Ravaldino, nella prima campagna a nord di Forlì, dalla quale dista 4,8 km. Attualmente conta una popolazione di circa 1 310 abitanti.

## Origine del nome
Esistono diverse ipotesi sull'origine del toponimo Roncadello. La prima fa derivare il nome da una testimonianza dello storico forlivese Sigismondo Marchesi, secondo cui Roncadello deriverebbe dalla presenza di una rocca fortificata, avamposto a protezione della città e della pieve di Barisano. Date le piccole dimensioni, questa rocca poteva essere chiamata Roccadella. Su questa ricostruzione si è appoggiata anche l'attuale toponomastica che pone nel centro del paese proprio Largo Roccatella.
Secondo altri il toponimo risulta essere semplicemente l'unione di due termini distinti, uniti in un'unica parola con effetto di contrazione o di crasi. La prima è ronco, nome molto utilizzato per indicare zone attraversate da corsi d'acqua. Risulta più complesso dare un significato al secondo segmento dello. In diversi documenti notarili il nome di questo paese appare composto da due parole, scritte anche in diversi modi, ma tutti riconducibili per assonanza al toponimo attuale, come Ronco Taudoli, Ronchotaudoli, Ronchotauduli. La parola ronca potrebbe avere un altro significato: in molti luoghi della Romagna esiste il nome ronco o ronca unito ad altre parole, soprattutto in zona collinare, che deriva da roncare, tagliare i rami di un albero con la roncola, o roncà in antico, e per esteso afferito a zone disboscate o dove si è effettuato un taglio di qualcosa, in genere per mettere a coltivazione un terreno.

## Storia

### Storia antica
La scarsità di reperti storici fa sì che non si abbiano tracce di Roncadello all'epoca romana. Si ritiene facesse parte del pagus che si estendeva a nord dell'attuale Forlì, fondata secondo la tradizione nel 188 a.C. con il nome di Forum Livii. Come per gran parte delle terre di Romagna, anche qui è ancora visibile la centuriazione romana, delimitata a nord da via Minarda e a sud da via Trentola, nome che rimanda alla denominazione numerale delle strade nell'età Romana, da cui derivano anche altri nomi di vie o zone del forlivese come via Quarantola, Pievequinta e Pievesistina.

### Storia medievale
I primi segni documentati del manso che ora è chiamato Roncadello risalgono all'incirca agli anni subito dopo il mille, con un passaggio di proprietà della chiese e del circondario. Secondo una memoria del 1318 la chiesa dipendeva dall'ordine religioso dei frati benedettini, presenza testimoniata anche dal ricordo del nome di una strada del paese, via dei Benedettini. Più tardi subentrarono i canonici regolari del Santissimo Salvatore. Da quanto descritto si deduce che la chiesa era una semplice chiesa curata, cioè adibita alla cura dei sacramenti, e faceva parte dell'ampio territorio controllato dalla Pieve di San Martino , nell'attuale frazione forlivese di Barisano.
Le tracce più importanti del Basso Medioevo di Roncadello si hanno grazie agli scritti del cardinale Anglico de Grimoard, in carica come legato pontificio della Provincia Romandiolæ. Egli nel 1371 consegnò al suo successore la Descriptio provinciæ Romandiolæ, contenente una minuziosa descrizione topografica e amministrativa del territorio romagnolo e dei suoi centri abitati. Vi si trova la descrizione di Villa Ronchadelli e l'indicazione della presenza di 15 focolari, che corrispondono circa a 70 abitanti.
Non si hanno molti altri documenti che raccontano la vita o la composizione del paese nel Basso Medioevo. Gli unici a comparire nei documenti notarili sono i padroni delle terre, ma non gli effettivi abitanti, che sono mezzadri o affittuari dei grandi signori della città o di enti ecclesiastici.
Degno di nota è un episodio raccontato da un antico cronista faentino, il Tolosano, poi ripreso e romanzato da vari eruditi nei secoli successivi. La vicenda si inserisce nelle numerose guerre che si susseguirono tra la guelfa Faenza e la ghibellina Forlì. Il cronista riporta, dal punto di vista faentino, un'incursione nel 1234 nella campagna forlivese, dove "i faentini, avvistate le bandiere forlivesi, con grande e mirabile gesto attraversamento del fiume Roncadello e un altro fossato vicino alla riva dello stesso fiume e aggredirono virilmente il nemico, sconfiggendolo, e inseguendolo fino a villa Barisano. Bruciarono poi e distrussero la villa di Roncadello, la villa di San Giovanni sopra il fiume, la villa di Malmissole, la villa di Bandifore, di Boara, di Poggio, di Barisano e stesero nella pianura il suo campanile".

### Storia Moderna
Nell'anno 1558, un altro documento di censimento consente di valutare la situazione delle zone di Roncadello. Sono indicati i seguenti insediamenti che, con ampia probabilità, possono essere attribuiti al territorio attuale: Roncadello con 17 focolari, Castelletto con 6 focolari, Tombe con 11 focolari, Fiume Morto con 14 focolari, Casa Franca con 10 focolari. Quindi un totale stimato di 290 abitanti.
Sempre in questo secolo avviene un'importante modifica strutturale dei rapporti tra le comunità del vicinato. Si registra il passaggio di Roncadello dalla circoscrizione plebana di San Martino in Barisano, che rimane l'unica parrocchia del suo plebato (o vicariato), a quella di Villafranca.
In seguito al generale riordino delle attività ecclesiastiche avvenuto dopo il Concilio di Trento, si ha la decisiva regolarizzazione dei rapporti tra la parrocchia e gli antichi padroni, i canonici regolari del Santissimo Salvatore di San Giovanni di Ravenna (subentrati ai monaci): dopo alcuni anni di giudizio fu dichiarato decaduto il diritto dei canonici regolari ravennati e la parrocchia acquistò piena e totale autonomia.

### L'Ottocento
La coltivazione della canapa, e i maceri per la sua lavorazione, sono stati una caratteristica principale della Roncadello contadina nel XIX secolo. Visto che per la macerazione della canapa era necessario disporre di molta acqua, la presenza del canale di Ravaldino consentì un forte sviluppo di questa coltivazione. La coltivazione della canapa era uno degli elementi principali dell'economia familiare del tempo, assieme alla produzione di grano, mais e formaggi. Osservando la planimetria dalle carte del catasto napoleonico del 1815 di Roncadello si possono notare chiaramente una decina di maceri lungo la riva del canale fino a Barisano. C'erano maceri grandi a uso pubblico e maceri più piccoli a uso familiare. Tutti avevano un ponticello sul canale e la relativa chiusa che veniva azionata per immettere acqua nel macero una volta stipato di canapa, e per farla defluire a maturazione ultimata. La coltivazione della canapa e l'utilizzo dei maceri fu consistente fino ai primi decenni del XX secolo, per poi tramontare definitivamente nel primo dopoguerra.

Nell'Ottocento cominciarono a delinearsi alcuni punti caratteristici del paese. Alla fine dell'Ottocento fu realizzato il cimitero parrocchiale, nella posizione che occupa tuttora, per volere del parroco don Malmesi. Precedentemente le salme erano sepolte in maniera sparsa lungo il lato soleggiato della chiesa, posizionata dove sorge quella attuale, e solo pochi potevano permettersi una lapide appesa alla parete. Con la realizzazione del nuovo cimitero, protetto da un muro di cinta, furono riesumate tutte le salme attorno alla chiesa e deposte nell'ossario di fronte alla nuova chiesina costruita al centro del cimitero. La croce di ferro che è appesa alla parete di fondo di tale chiesina, è ciò che resta della lapide a ricordo di don Malmesi, morto nel 1924. La lapide posta sulla facciata della chiesina, che ricorda Alessandro Pasqualini, figura molto importante di Roncadello, porta scritto: 
La famiglia Pasqualini, di origina friulana, ma roncadellese di adozione, si insediò a Roncadello nel 1902, comprando una proprietà situata in fondo a uno stradino sterrato che parte dall'attuale via Trentola verso il canale di Ravaldino. Da allora fu chiamata Villa Livia in onore della nonna di Alessandro, ma molti la conoscono come Villa Pasqualini. Ad Alessandro Pasqualini è dedicata una delle strade centrali del paese. Insegnante di chimica nell'Istituto Tecnico di Forlì, diede impulso agli organi di propaganda e di studio della nuova agricoltura, in qualità di fondatore e direttore della Sezione Agraria Sperimentale, di cui pubblicò gli annali.

### Inizio Novecento
I primi insediamenti dell'attuale agglomerato storico urbano del centro di Roncadello risalgono al 1918, quando un terreno delimitato da quattro strade, che faceva parte del podere Calzetta (Ricci), venne comprato dalla Cooperativa Repubblicana Contadina. Nel 1922 la cooperativa inaugurò la sede del Circolo Repubblicano "Maurizio Quadrio", nell'angolo ad est. Nell'angolo adiacente a sud la cooperativa costruì un grande casone, dove insediò la propria bottega della Cooperativa di Consumo. Queste due realtà trainarono lo sviluppo del paese. La cooperativa successivamente vendette i rimanenti lotti di terra un po' alla volta a privati che vi costruirono le proprie abitazioni. Da ricordare le numerose iniziative promosse dai membri del Partito Repubblicano, molto seguiti in questo territorio rurale, come la posa il 27 dicembre 1919 di una lapide in memoria dei caduti nella prima guerra mondiale. Successivamente anche i membri del Partito Socialista aprirono la propria sede del Circolo Socialista.
Con l'avvento del Fascismo non potevano più esistere altri ritrovi politici, a parte la Casa del Fascio, così le camicie nere durante il Ventennio utilizzarono il circolo dell'Edera come loro sede. La facciata esterna dell'edificio però non fu modificata come avvenne per molte altre strutture.
Nel 1940 vengono realizzati due profondi pozzi artesiani per fornire acqua pubblica agli abitanti, uno nel centro nel paese, nell'attuale Largo Roccatella, e uno in via del Canale, presso il Casone, un agglomerato di case, diviso in stanze dove risiedevano i braccianti più poveri delle campagne, già presente nelle carte del catasto Napoleonico dell'Ottocento. Negli anni trenta nelle stanze adiacenti alla strada, in via del Canale 45, aprì una piccola osteria e una bottega con rivendita di sale e tabacchi, chiusa nel 1986.

### Seconda guerra mondiale
Il circolo al centro del paese, divenuto Casa del Fascio, continuò a funzionare anche durante tutta la guerra, non più come luogo ricreativo, ma come ufficio di decentramento di Forlì, dove si smistava la posta e da dove partiva il Sergente Moscardini in sella ad una Motoguzzi per segnalare l'inizio del coprifuoco alle ore 20:00.
La seconda guerra mondiale colpì duramente la frazione di Roncadello, come tutta la zona del forlivese in prossimità della linea Gotica. A Roncadello il grande dispiegamento di forze militari ci fu nel giugno del 1944. Le truppe tedesche cominciavano a lasciare il centro della città di Forlì per posizionarsi nella prima periferia. Nel periodo precedente erano però ugualmente presenti forze tedesche che compivano rappresaglie e rastrellamenti di persone e di bestiame.
Da ricordare l'episodio dell'eccidio di San Tomé, lungo via Minarda, vicino a Roncadello, che coinvolse anche gli abitanti di Roncadello, costretti ad assistere alle esecuzioni e a provvedere poi alla sepoltura.
Ai primi di novembre il grosso delle forze tedesche cominciò a mobilitarsi per prendere posizione sul fiume Senio, dove i tedeschi stavano preparando una linea difensiva detta linea dei tre fiumi, Senio, Santerno e Sillaro. Solo pochi militari tedeschi rimasero a presidiare il centro di Roncadello con una mitragliatrice, certi che la presenza del canale di Ravaldino, sul quale erano stati fatti saltare quasi tutti i ponti, avrebbe rallentato l'arrivo delle truppe alleate.
Il 2 novembre 1944 i soldati tedeschi posizionarono delle mine attorno alla chiesa e fecero saltare la chiesa, la canonica, il campanile e il vecchio ponte sul canale di Ravaldino. Si salvarono solo le quattro campane del campanile. Per assicurarsi la fuga minarono anche l'altro ponte sul canale, quello che collega l'attuale via Due Ponti con Largo Roccatella e il centro del paese, ma non lo fecero esplodere. Solo durante i lavori di rifacimento del ponte nei primi anni del duemila (ora c'è una rotatoria) furono ritrovati questi ordigni inesplosi.
Le truppe alleate britanniche e indiane, provenienti da Cesena, entrarono a Forlì il 9 novembre 1944, appoggiate dai partigiani. Si spostarono in questa zona il 13 novembre. Lo scontro con gli avversari fu aspro e portò distruzione e morte anche nelle zone di campagna. Le truppe alleate avevano allestito un punto d'appoggio nel podere Ca' Busa in via del Canale. Da lì bombardavano verso il centro abitato di Roncadello, dov'erano asserragliati gli ultimi soldati tedeschi. Questi furono i giorni più difficili per la comunità. I bombardamenti più intensi furono nel centro del paese, Largo Roccatella e nell'incrocio di via dei Benedettini. Negli anni novanta in seguito a scavi per lavori edili in prossimità dell'attuale polisportivo, sono stati trovati numerosi ordigni inesplosi.
La mattina del 13 novembre ci fu la ritirata dei tedeschi e l'abbandono della linea di resistenza. I primi inglesi si videro la durante la stessa giornata. Si posizionarono nell'aia della casa di una famiglia del paese, e vi restarono fino a pochi giorni prima di Natale. 
A ricordare il passaggio del fronte c'è il nome di una delle strade principali della zona, via XIII Novembre 1944, che collega Roncadello con la frazione di Villafranca.

## Luoghi d'interesse

### Chiesa dei Santi Pietro e Paolo
La chiesa parrocchiale sorge nel 1956 sulle rovine della chiesa precedente, minata dai tedeschi in ritirata. Della presenza di un luogo di culto in questa zona sono presenti fin dal 1318. L'impianto moderno richiama una struttura romanica con portico davanti.

### Monumento ai caduti

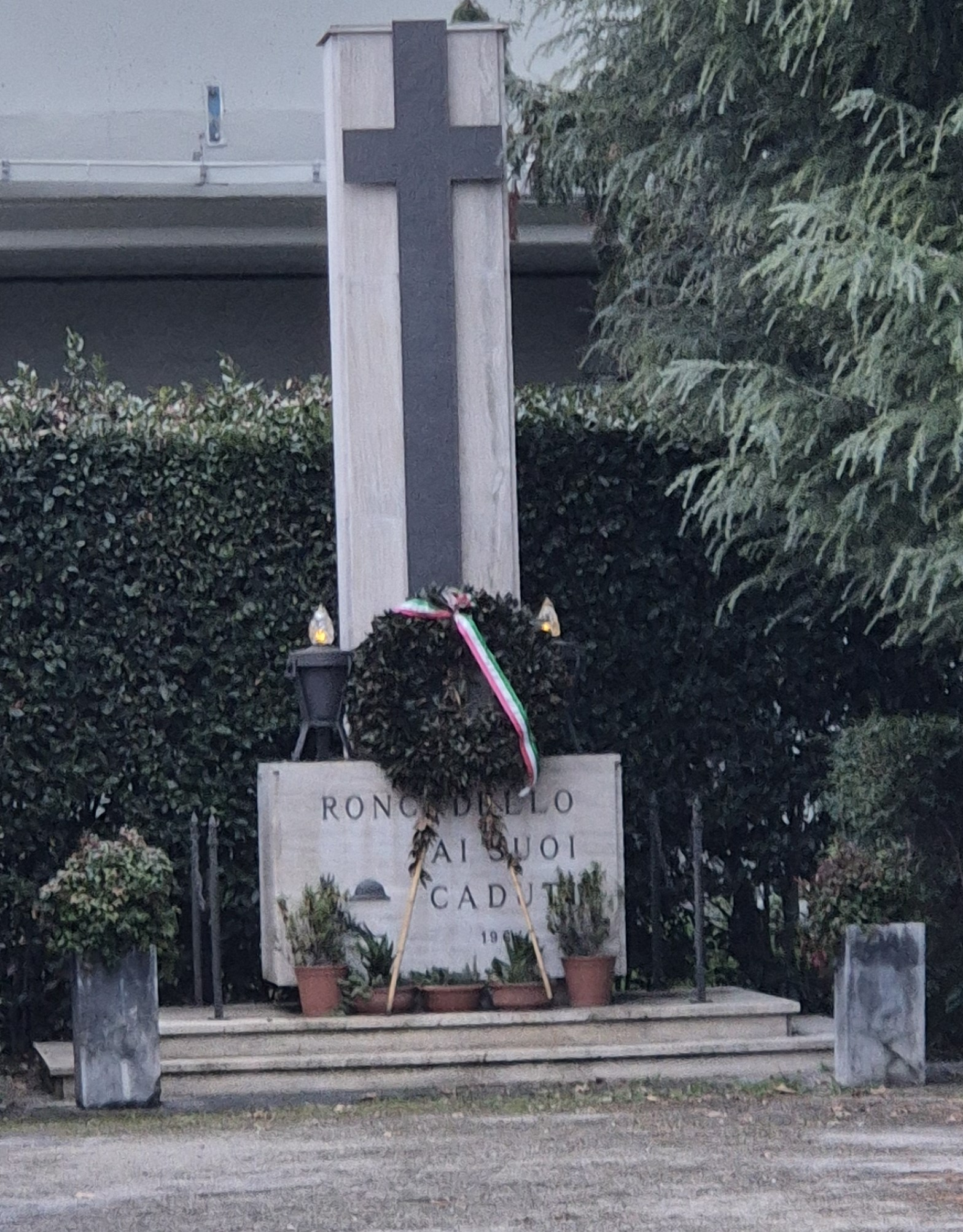
Roncadello, Forlì, Monumento ai caduti, 1964

Nel 1919 era stata posta una lapide a ricordo dei Caduti della Prima Guerra Mondiale. Nel 1964 si è realizzato un monumento consistente in un parallelepipedo in marmo con una croce in metallo brunito, posto all'ingresso del cimitero, a ricordo di tutti i caduti in guerra.

### Ex scuola elementare Decio Raggi
L'edificio era un piccolo ambiente di villeggiatura a due piani, su via del Canale, vicino al canale di Ravaldino. Il comune lo acquista dalla Società Anonima di Consumo di Roncadello nel 1923 e ne ricava la scuola. Dalla prima planimetria disponibile, che risale al 1940, si notano tre aule, due al piano terra, una al primo piano. L'edificio originario misurava 13.5x8 metri, ma vengono realizzati interventi di ampliamento nell'immediato Dopoguerra e nel 1971. Nel 2015 viene costruita la nuova scuola di Roncadello, quindi l'edificio rimane dismesso fino al 2020, quando diviene sede dell'indirizzo agrario della scuola professionale Ruffilli di Forlì.

## Sport
Il complesso sportivo principale è il Polisportivo Comunale "V. Cimatti".
La squadra di calcio della frazione è l'F.C.D Deportivo Roncadello, nata nel 2019.